# N-58 (航空機)
N-58 シグネット（N-58 Cygnet）は、日本大学工学部（現・理工学部）と伊藤忠航空整備（現・ジャムコ）によって共同開発された短距離離着陸（STOL）の試験用飛行機。

## 概要
第二次世界大戦後の日本の軽飛行機市場が海外のメーカーに独占されていたことに対し、伊藤忠は国産の軽飛行機を開発することでその状況を打開しようと考え、その第一段階として日本の国情に見合ったSTOL性を持つ軽飛行機の試作を日大工学部機械工学科航空専修コースと共同で行うことにした。設計は木村秀政教授が指導する木村研究室によって行われ、木村研究室が保有していたパイパー PA-22 トライペーサーの改造機となった。詳細設計と製作は伊藤忠の技術部が担当している。
主翼はトライペーサーの主要構造と翼型をほぼそのまま流用してはいるが、STOL性強化のためにフラップを左右それぞれ2枚ずつ備えるほか、補助翼の改造なども行われた。胴体後部にも改造が加えられており、垂直尾翼と水平尾翼はトライペーサーのものからモノコック構造の新設計品に、昇降舵と方向舵もアルミ合金骨組羽布張りのものに換装されている。また、プロペラも機体に適した低ピッチ・プロペラへと変更された。飛行試験では目標とした性能に達している。
試作された1機は1960年（昭和35年）11月28日に完成・初飛行。同年12月9日には「シグネット」と命名されている。日本大学の学有機として運用され、STOL性に関する各種データの収集に従事し、それらのデータは伊藤忠と日大工学部の次作であるN-62の開発に生かされた。また、学生パイロットのための練習機としても用いられ、日本一周飛行や韓国親善飛行なども行っている。約10年間の活動の後に退役し、現在は青森県五戸町の歴史みらいパーク内の木村秀政メモリアルホール みらパ（旧・木村秀政ホール）で展示されている。

## 諸元
- 全長：7.0 m
- 全幅：10.7 m
- 全高：2.6 m
- 翼面積：17.2 m2
- 運用時自重：600 kg
- 最大重量：900 kg
- エンジン：ライカミング O-290-D2（英語版） 空冷水平対向4気筒（135 hp） × 1
- 最大速度：188 km/h
- 巡航速度：164 km/h
- 実用上昇限度：4,170 m
- 航続距離：668 km
- 乗員：4名